# 1379 Lomonosowa
1379 Lomonosowa este un asteroid din centura principală, descoperit pe 19 martie 1936, de Grigori Neuimin.